# 中日新聞社
株式会社中日新聞社（ちゅうにちしんぶんしゃ、英: Chunichi Shimbun Co., Ltd.）は、愛知県名古屋市中区三の丸に本社を置く、大手新聞社、メディア・コングロマリットである。
中日新聞・中日スポーツの発行元であり、北海道新聞社、西日本新聞社と共にブロック紙3社連合を結成している。しかし、他ブロック紙が札仙広福と呼ばれる地方中枢都市を拠点としているのに対して、中日は日本三大都市の一角である名古屋市を拠点としており、販売区域が東海地方を中心に北陸地方や広く関東まで及ぶ。特に東海3県（愛知県・岐阜県・三重県）ではシェア1位を獲得している。また、合計の販売部数は読売新聞・朝日新聞に次ぐ国内第3位を誇り、全国紙の毎日新聞・日本経済新聞・産経新聞を上回っている。
愛知県名古屋市に所在する本社の他、東京都千代田区に東京本社（東京新聞を発行）、石川県金沢市に北陸本社（北陸中日新聞を発行、中日スポーツを印刷）、静岡県浜松市中央区に東海本社（中日新聞を発行、中日スポーツを印刷）、福井県福井市に福井支社（日刊県民福井を発行）を置いている。なお例年1月3日の社説は原則として、各本社毎の記事になる。
愛知県名古屋市のナゴヤドーム（バンテリンドーム ナゴヤ）を本拠地とするプロ野球球団・中日ドラゴンズの親会社であり、Jリーグクラブ・名古屋グランパスの主要株主でもある。

## 概要
戦前の愛知県の二大新聞社であった新愛知新聞社（しんあいちしんぶんしゃ）と名古屋新聞社（なごやしんぶんしゃ）が、戦時下による新聞社の統廃合命令に伴って1942年に合併し、中部日本新聞社（ちゅうぶにっぽんしんぶんしゃ）として設立された。その関係で、今なお大島家と小山家の2オーナー制が続いている。
その後、1954年に「中日スポーツ」を創刊、1956年には東京に進出して東京中日新聞（現・東京中日スポーツ）を創刊、そして1960年には北陸新聞社を買収して北陸中日新聞を創刊。1965年に題字を「中日新聞」に改題。1963年に東京新聞を発行する東京新聞社（都新聞と、新愛知新聞社系列の国民新聞が合併してできた新聞社）の経営に加わり、1967年10月に東京新聞の編集と発行を東京新聞社から継承した。1993年には経営が悪化していた日刊福井を傘下に置き、日刊県民福井とした。1971年には社名を中部日本新聞社から中日新聞社に変更し、現在に至っている。2011年8月からは小学生向けの週刊新聞である「中日こどもウイークリー」が創刊された。発行部数は朝刊1,727,398部、夕刊202,726部（2024年7月～12月）。東京中日スポーツは2025年1月31日付をもって、紙での印刷・発行を休止（終了）し、翌2月1日より電子版に全面移行。
| 各新聞                 | 発行部数  |
| ---------------------- | --------- |
| 中日新聞               | 1,727,398 |
| 東京新聞               | 355,578   |
| 北陸中日新聞           | 66,244    |
| 日刊県民福井           | 29,059    |
| 中日スポーツ           | 216,953   |
| 東京中日スポーツ       | 0         |
| 中日こどもウィークリー | 36,771    |

## 業績推移
| 単位（百万円） | 売上高  | 売上原価 | 販管費 | 営業利益 | 経常利益 | 当期純利益 | 発行部数            |
| -------------- | ------- | -------- | ------ | -------- | -------- | ---------- | ------------------- |
| 2019年3月期    | 122,142 | 77,139   | 40,402 | 4,401    | 6,168    | 3,384      | 219.1万部（2019.4） |
| 2020年3月期    | 116,981 | 75,270   | 41,278 | 432      | 2,345    | 1,002      | 218.2万部（2020.4） |
| 2021年3月期    | 107,607 | 67,957   | 38,697 | 952      | 2,816    | 2,958      | 204.7万部（2021.4） |
| 2022年3月期    | 107,639 | 68,396   | 33,672 | 5,570    | 5,358    | 2,761      | 190.5万部（2022.4)  |
| 2023年3月期    | 104,194 | 68,213   | 33,002 | 2,978    | 3,366    | 2,470      | 183.2万部（2023.4)  |
| 2024年3月期    | 101,114 |          |        |          |          |            | 175.4万部（2024.4)  |
| 2025年3月期    | 99,070  |          |        | 6,210    | 8,550    | 5,890      |                     |

## 歴代社長
| 1. 大島一郎（1942年 - 1945年） 2. 杉山虎之助（1945年 - 1952年） 3. 与良ヱ（1952年 - 1958年） 4. 小山龍三（1958年 - 1961年） 5. 与良ヱ（1961年 - 1967年） 6. 三浦秀文（1967年 - 1973年） | 1. 加藤巳一郎（1973年 - 1987年） 2. 大島宏彦（1987年 - 1997年） 3. 白井文吾（1997年 - 2003年） 4. 大島寅夫（2003年 - 2011年） 5. 小出宣昭（2011年 - 2017年） 6. 大島宇一郎（2017年 - 現職） |

前述の通り、前身企業の新愛知新聞社を興した大島宇吉の家系と名古屋新聞社を経営した小山松寿の家系から歴代の社主を輩出しており、社長職は両家以外から選出される場合もあるが、重要事項に関しては今なお大島家と小山家の合議により決定されると言われる。
2007年時点では第8代社長の大島宏彦（のち最高顧問、2023年没）が4.77%、元副社長の小山勇（元社主で第4代社長を務めた小山龍三の養嗣子、2020年没）が4.33%の株式を保有していた。
産経新聞社への一時移籍を経て社長に復帰した与良ヱ（元名古屋新聞社長・与良松三郎の長男）が1967年に急逝し、新愛知OBの三浦秀文が社長に就任して以降は大島派と小山派によるたすきがけ人事が続いている。ただし、1973年に起きた中日スタヂアム事件による人事刷新などの要因もあり、本社の社長交代と中日ドラゴンズのオーナー職とは必ずしも連動しておらず、第9代社長の白井文吾（現名誉会長）は2003年に本社会長となった後も2020年まで球団オーナー職に留まり続けていた。また、元相談役の小山武夫（小山龍三の養弟）は本社の社長在職経験が無く、中日スタヂアム事件のため本社取締役を辞任して以降はドラゴンズ専任の形でオーナーと球団社長を兼務している。

## 社旗・社章

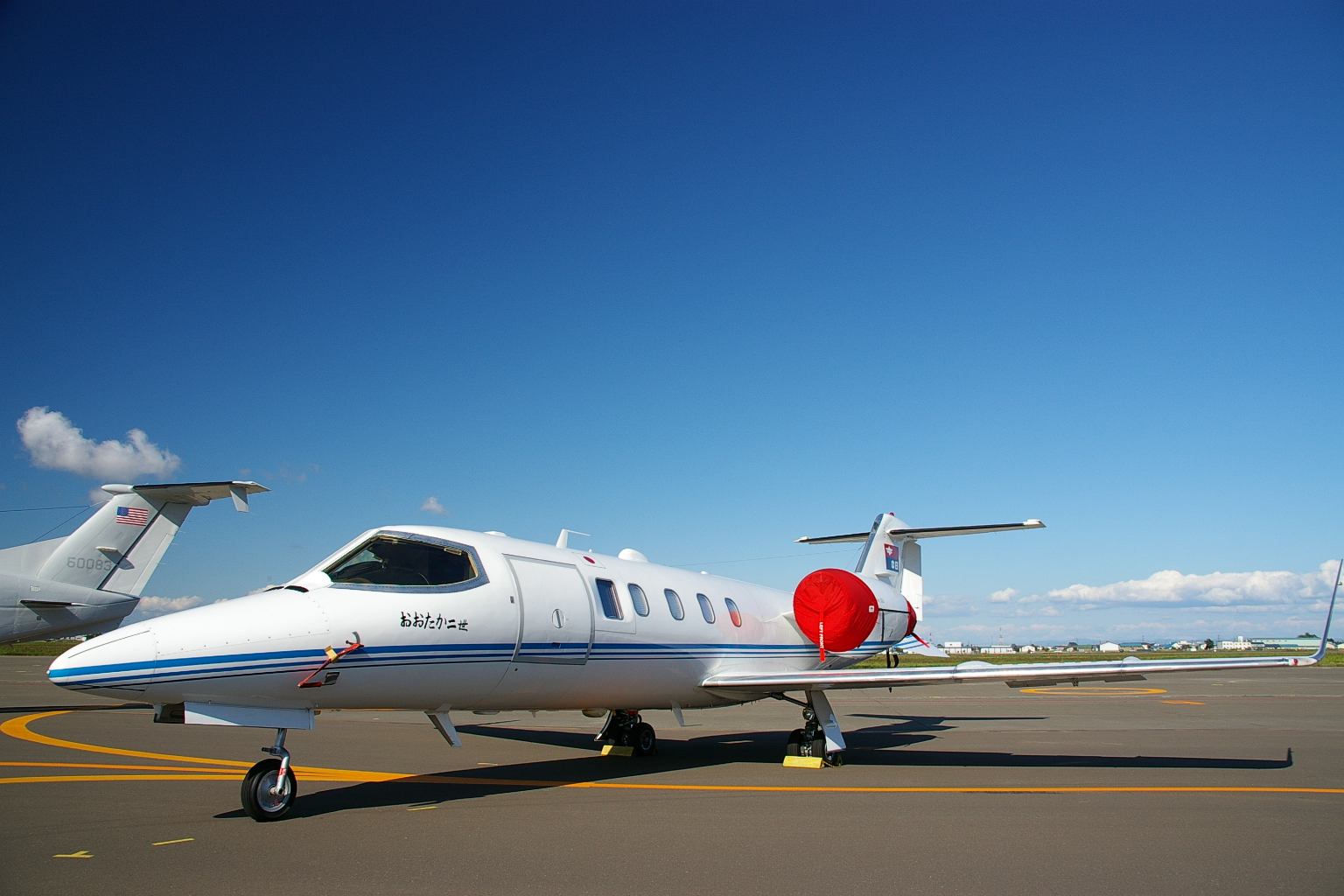
取材機のリアジェット31A

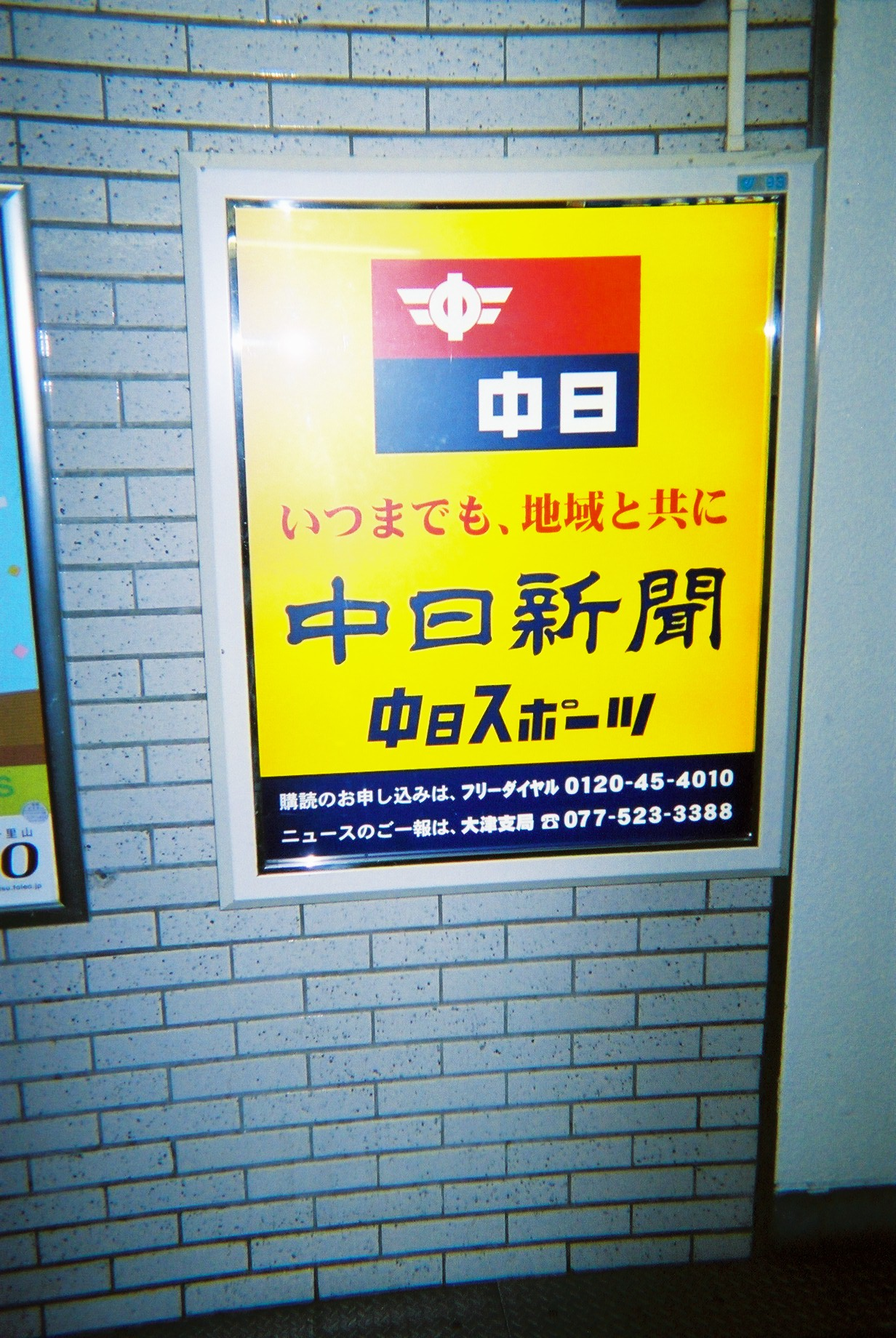
中日新聞社の社旗が掲げられた看板

現在掲げられている社旗は1962年9月に作られ、上半分が赤、下半分が紺色になっている。上半分の左側には中日新聞社の社章（後述）、下半分の右側には「中日」の文字が白抜きで染め抜かれている。なお、赤は燃える情熱、紺色は無限の発展と冷静さ、白は公正・中立を意味している。東京本社で使う物では「中日」の部分を「東京新聞」に差し替えている。この社旗は、当初は1956年、東京中日新聞（現:東京中日スポーツ）が創刊された当時に東京支社（現：東京本社）限定の社旗として使われていたものを1962年に中日新聞社全体で使うようになった。なおバリエーションとしては、紺色部分の「中日」の部分を、東京本社で使う物では「東京新聞」に、北陸本社で使う物では「北陸中日」に、日刊県民福井（福井支社）で使う物は「日刊県民福井」に、中日スポーツで使用する物は「中日スポーツ」のロゴ、東京中日スポーツで使う物は「東京中日スポーツ」のロゴとそれぞれ差し替えている。ちなみに、中日新聞社傘下のドラゴンズが使用する球団旗はこれをアレンジし、社章の部分を筆記体の"Dragons"ロゴに改変したものが使われる。
それ以前の社旗は赤色に白抜きで中日新聞社の社章が大きく染め抜かれ、社章の下部に白抜きで「中部日本新聞」と染め抜かれていた。
社章は中央に「中」の文字をあしらったもので、その両端にはそれぞれ2本のやや太い線が出ている。社章は翼をイメージしたもので、同社の発展を象徴化したものである。社章そのものは前身の中部日本新聞時代からあったものだが（1942年9月制定）、社章の規格が厳密に定められたのは、前述した現在の社旗が定められた時と同じ1962年9月である。なお、社章が紙面に登場するようになったのは中日新聞では1999年（平成11年）2月1日付朝刊から、中日スポーツ・東京中日スポーツでは2004年（平成16年）1月1日付からである。ただし、東京新聞の号外ではその後も平成末期まで社章が使われなかった。東京新聞で号外（速報）に社章が添付されたのは2017年1月から、号外も通常の紙面と同一の題字になったのは2020年8月20日からとなっている。また、この社章はかつてドラゴンズのユニホームの袖部分にワッペンとして縫い付けられていたこともある。

## 新聞の発行地域

### 一般紙
- 中日新聞 - 東海地方の一部（愛知県、岐阜県、三重県、静岡県遠州・駿河）、及び長野県（東信地方全域及び北信地方の一部を除く）、滋賀県（湖西地域の一部を除く）、福井県（嶺北地方の一部地域）、和歌山県（新宮市の一部地域）
- 東京新聞 - 関東地方（東京都、埼玉県、千葉県、神奈川県、茨城県、栃木県、群馬県）及び静岡県東部（富士川以東の駿河地域）・伊豆の全域と静岡県中部（富士川以西の駿河地域）の都市部のみ
- 北陸中日新聞 - 石川県、富山県
- 日刊県民福井 - 福井県（一部地域では中日新聞と併売している）
静岡県では、中部が中日新聞（東海本社版）と東京新聞の併売（ただし、静岡市など一部の地域では東京新聞は宅配のみ）となっているが、大井川以西の遠州地域は中日新聞のみの販売となっており、伊豆地域ならびに駿河地域のうち富士川以東は東京新聞のみの販売となっている。
- 中日新聞・東京新聞発行エリアに囲まれている山梨県は両新聞とも発行されていない。

### スポーツ紙
中日スポーツ
- 東海3県（愛知・岐阜・三重）、静岡県遠州・駿河、長野および北陸3県、滋賀エリアで販売。
- 中日スポーツは京都府（京都市内の一部コンビニ・駅売店）でも販売されている。

東京中日スポーツ（2025年1月31日をもって休刊、ウェブサイト上へ移行）
- 関東地方、静岡県東部（沼津市など）・伊豆（熱海駅・伊東駅のみ）、山梨県の一部エリアで販売。
- 尚、静岡県の駿河においては中日スポーツと東京中日スポーツが併売されていたが、2021年時点では県中部（駿河のうち富士川以西）は中日スポーツのみで、県東部（駿河のうち富士川以東）・伊豆地方はコンビニでの販売は両紙ともに一切行っていない。
- また、新潟県は一般紙・スポーツ紙合わせて甲信越地方で唯一販売エリア外となっている。

## コラム
- 中日新聞・北陸中日新聞：中日春秋（ちゅうにちしゅんじゅう）
- 東京新聞：筆洗（ひっせん）
- 日刊県民福井：緑風（りょくふう）

※「筆洗」は、通常は「中日春秋」と同一内容だが、木曜など日によって独自のものになることもある。
※ 夕刊のコラムは中日・北陸中日・東京共通で、「夕歩道」（原則1面）と「紙つぶて」（原則中面）である。

## 発行所（本社）

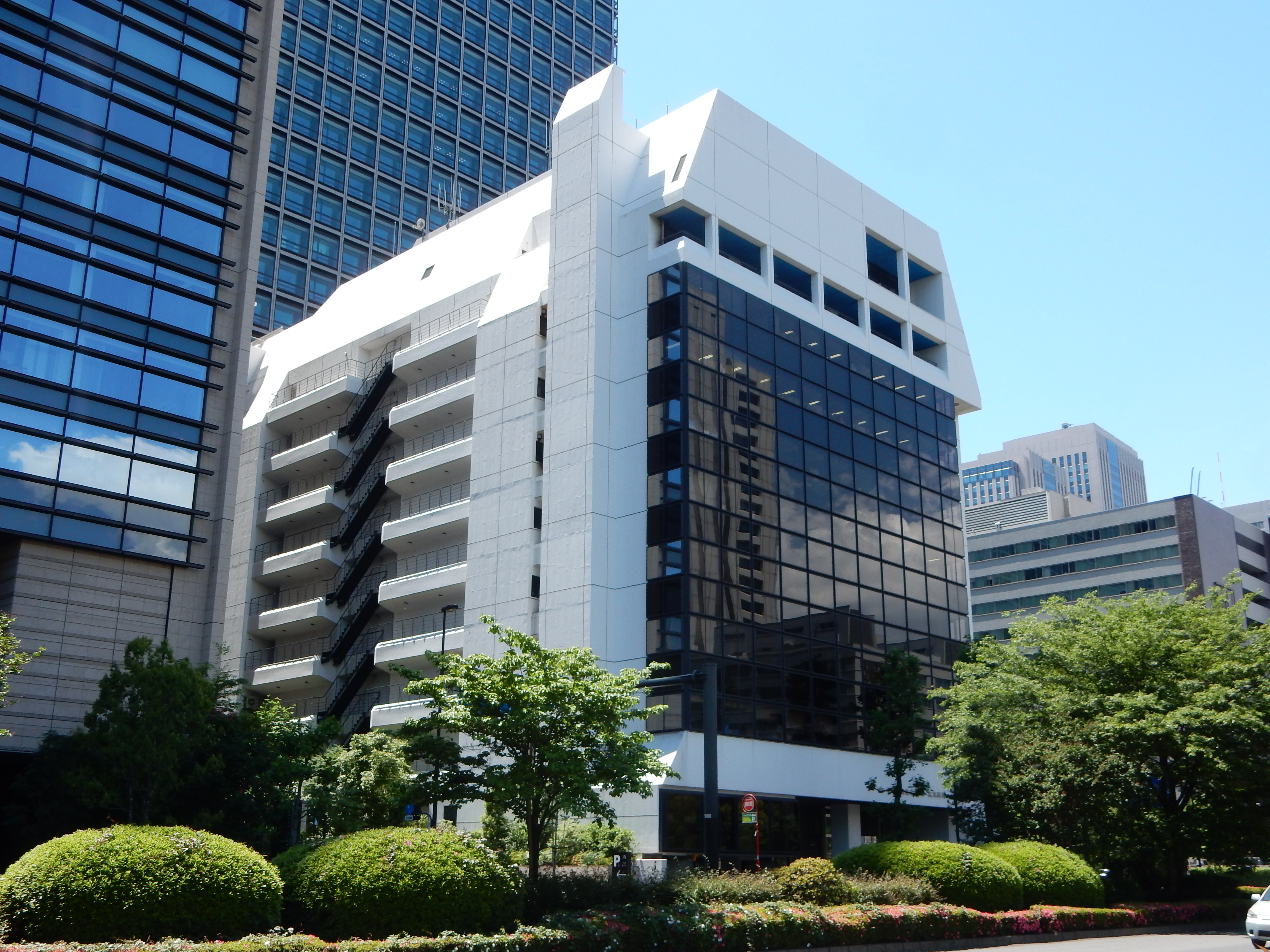
中日新聞東京本社（東京都千代田区）
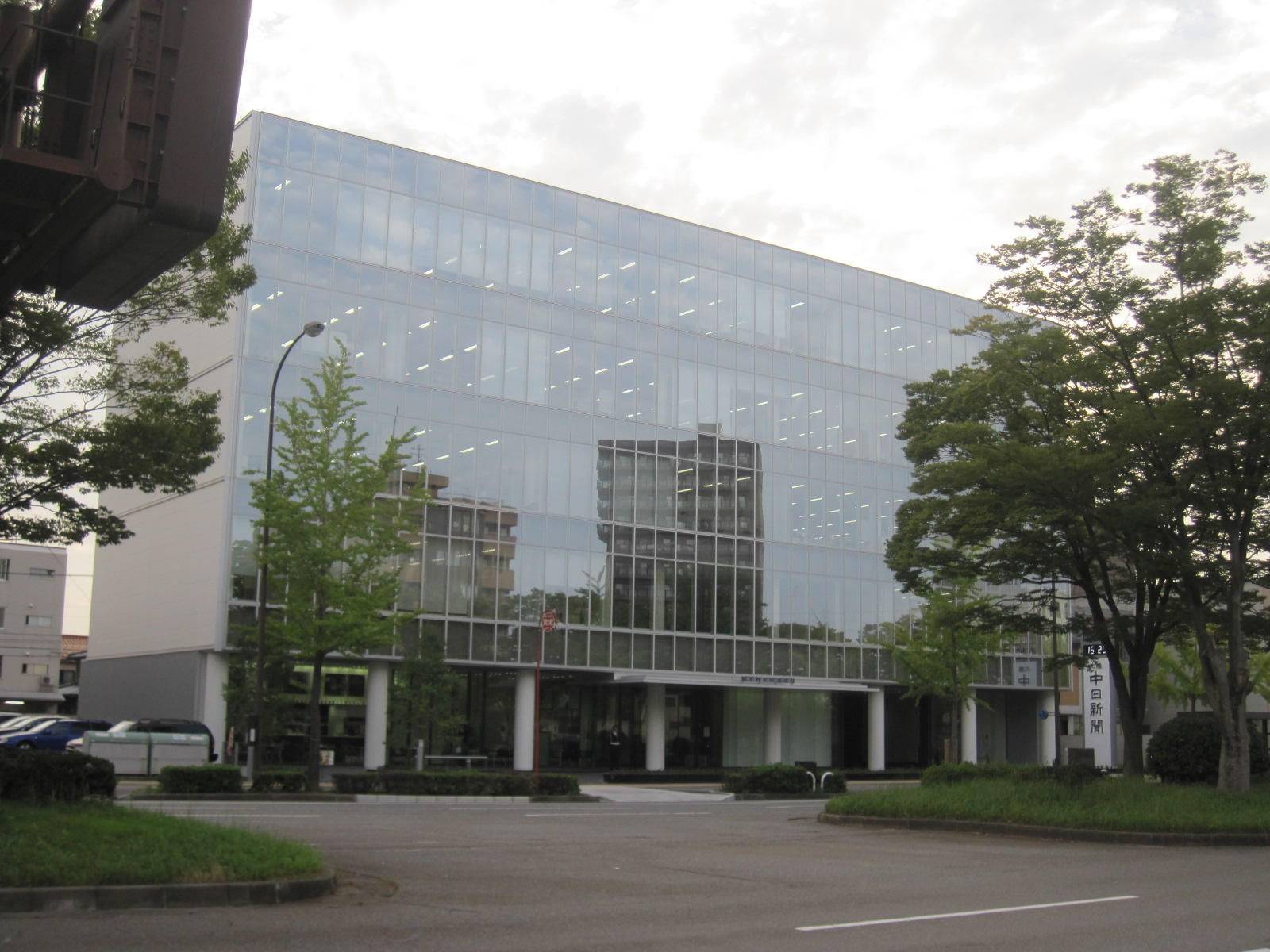
中日新聞北陸本社（石川県金沢市）

本社
愛知県名古屋市中区三の丸一丁目6番1号
東海本社
静岡県浜松市中央区薬新町45番地
東京本社
東京都千代田区内幸町二丁目1番4号
北陸本社
石川県金沢市駅西本町二丁目12番30号

## 支社・総局・支局・通信局・通信部

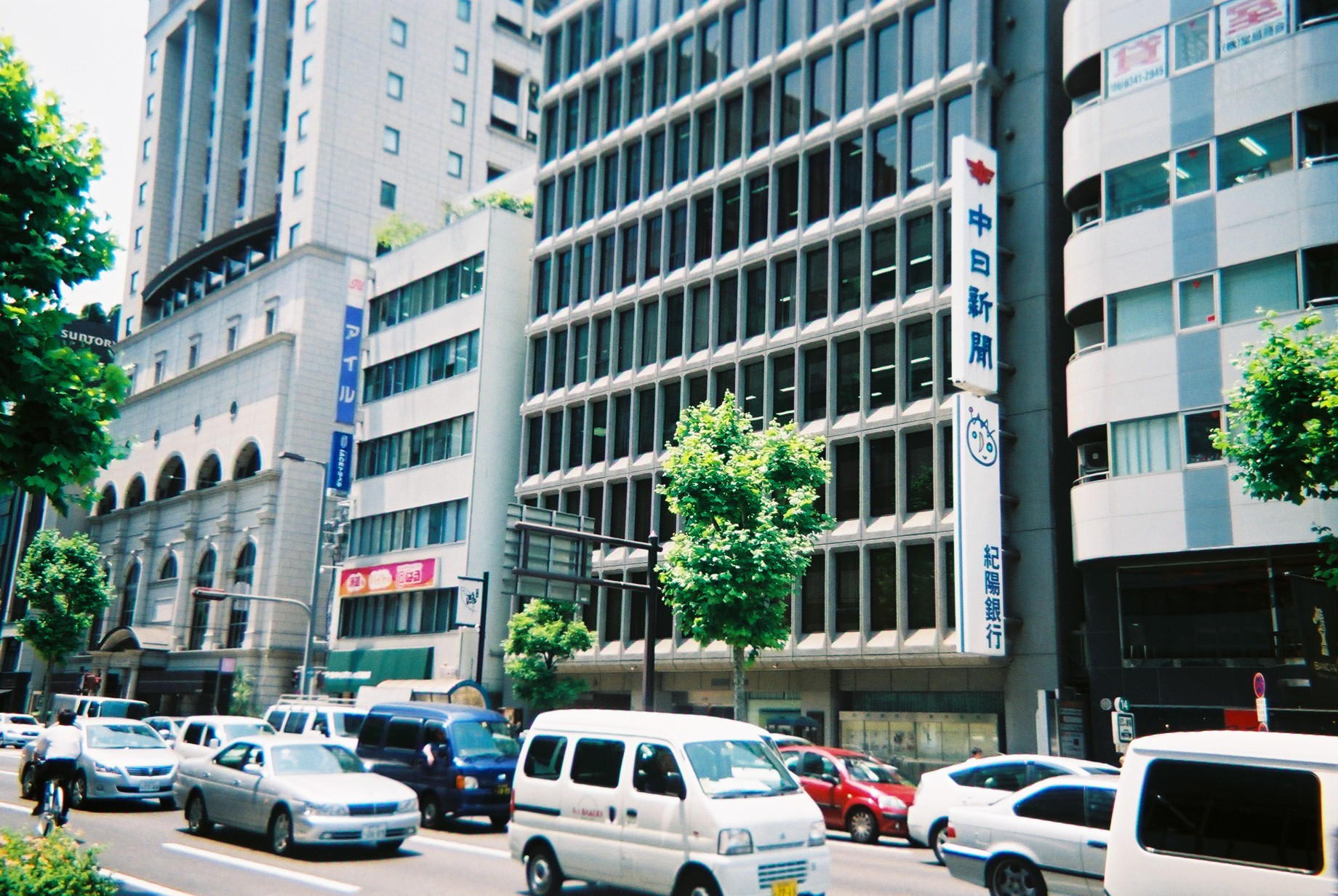
中日新聞大阪営業支社（大阪府大阪市北区）
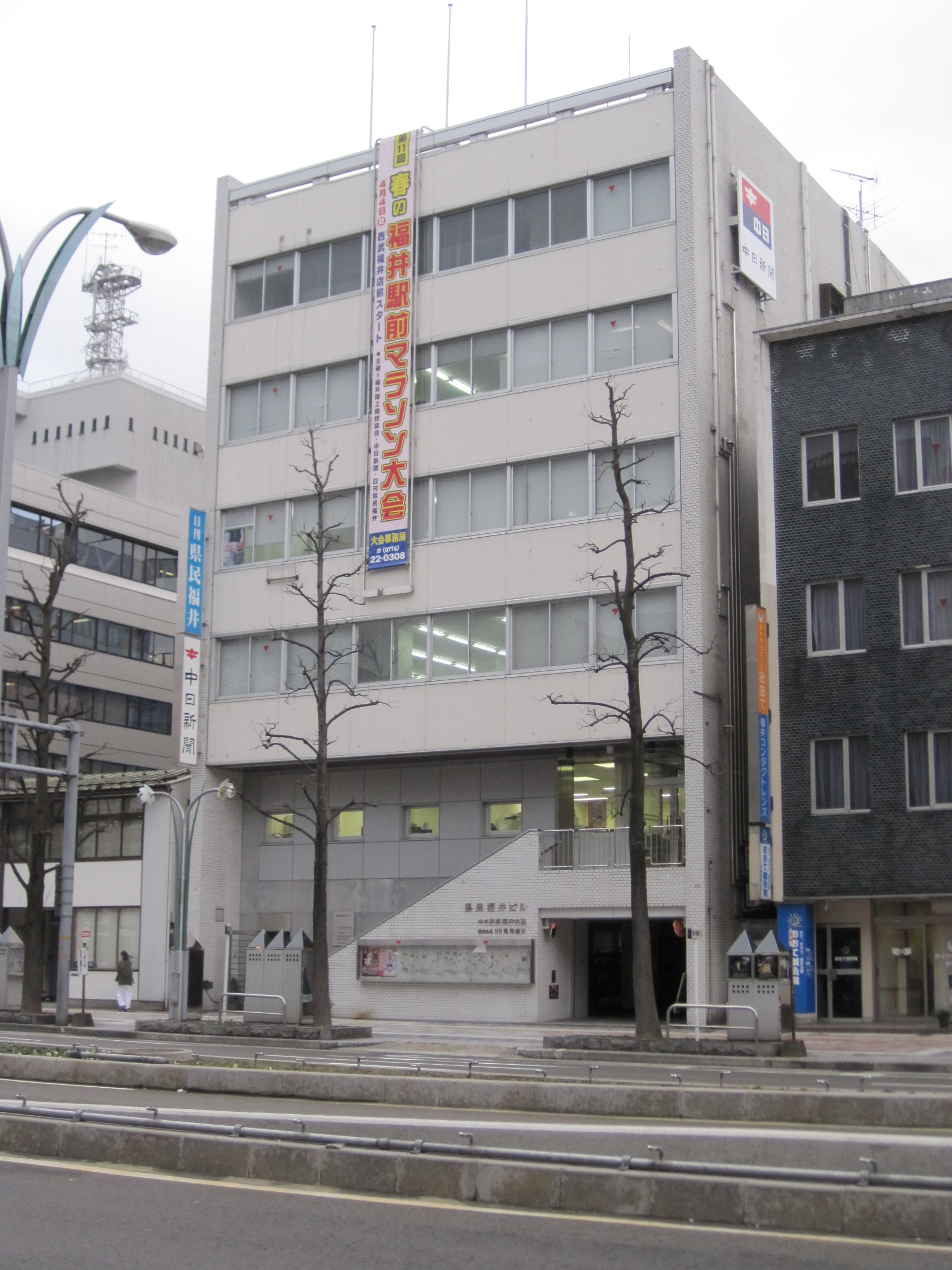
中日新聞福井支社が入居していた県民福井ビル（福井県福井市）
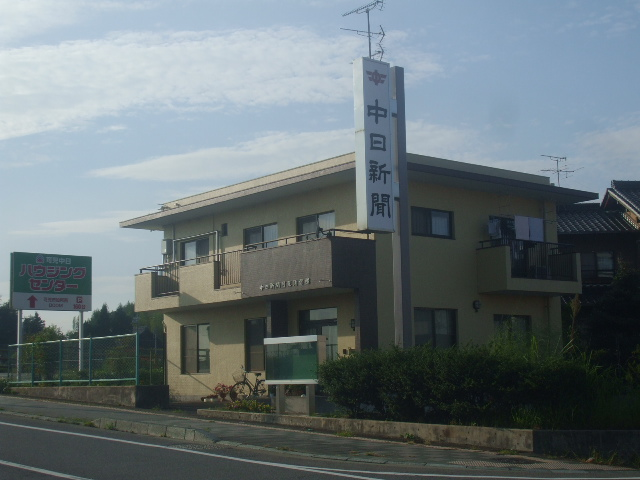
中日新聞可児通信部（岐阜県可児市）
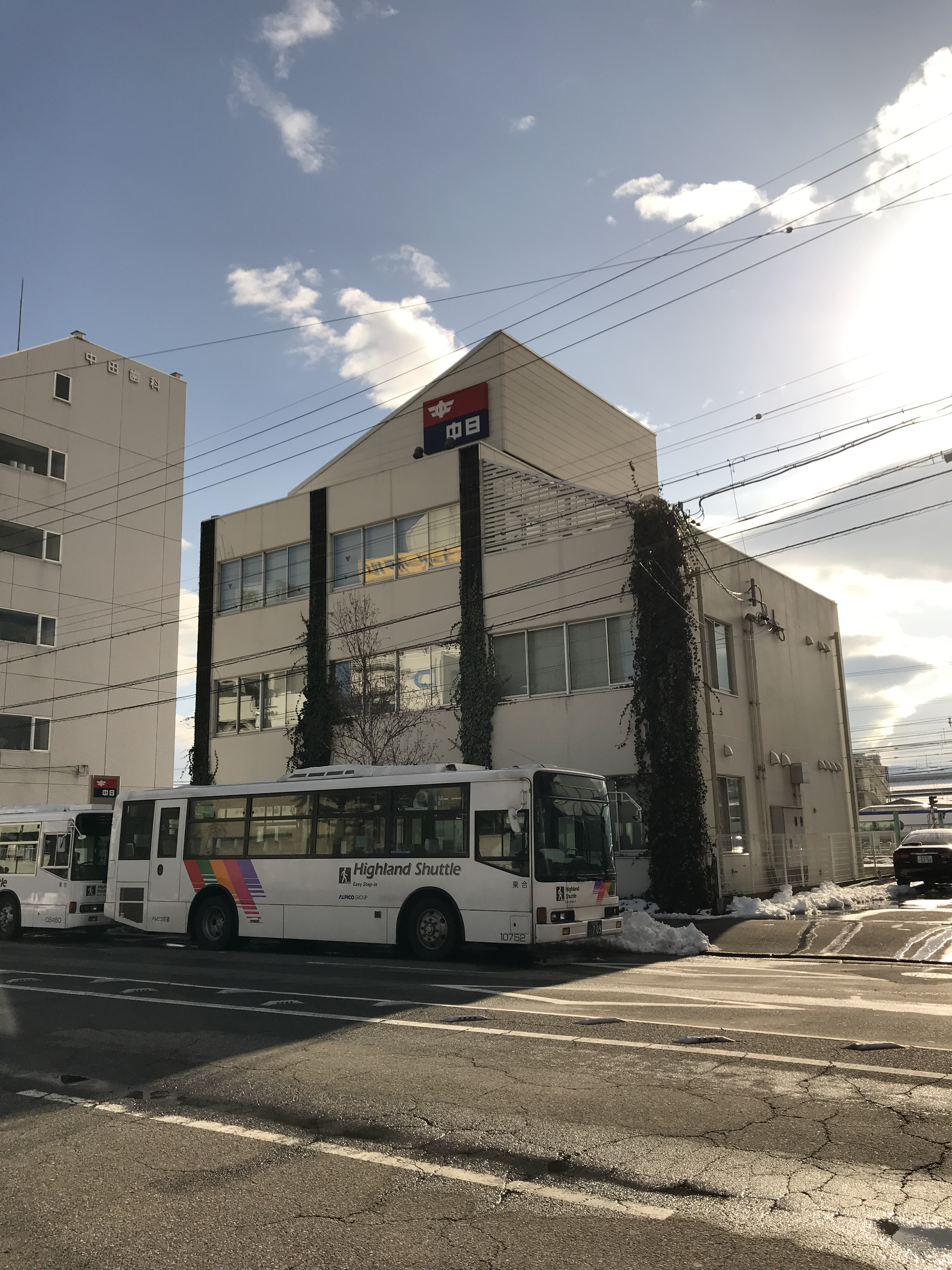
中日新聞松本支局
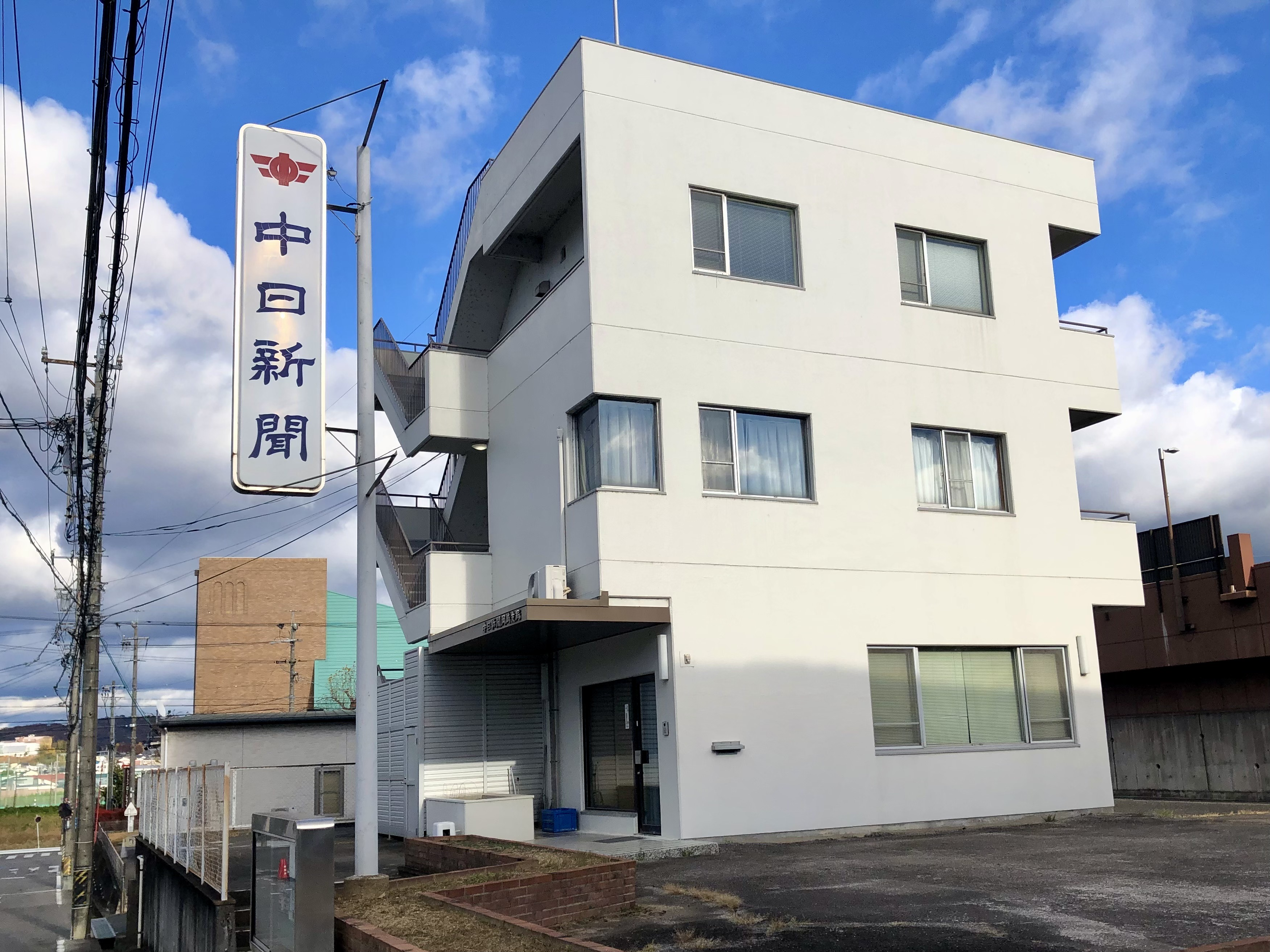
中日新聞岡崎支局

### 支社
岐阜支社
岐阜県岐阜市柳ヶ瀬通一丁目12番地 岐阜中日ビル
福井支社
福井県福井市中央一丁目3番5号 FUKUMACHI BLOCK
大阪営業支社（旧・大阪支社）
大阪府大阪市北区堂島二丁目1番43号 紀陽銀行大阪ビル

### 総局
豊橋総局（旧・豊橋支局）
愛知県豊橋市八町通4-52-1
一宮総局（旧・一宮支局）
愛知県一宮市大江1-13-13
三重総局
三重県津市鳥居町227-2
静岡総局
静岡県静岡市葵区紺屋町11-17 桜井・第一共同ビル

### 支局・通信局・通信部
- 総局以外に支局・通信局・通信部がある（東海4県に関しては、総局が設置されている市以外の町村部を除いた各市には、総局以下の取材拠点のうちの多くの拠点が設置されている[注 2]）。なお中日新聞朝刊の各地方版には、地域のニュース･話題などの提供の連絡先として、それぞれ総局・支局・通信局・通信部の連絡先が記載されている。

## 分散工場
- （）内のアルファベットは紙面下部に印刷されている識別記号。

辻町北工場（TJ）
愛知県名古屋市北区辻町2丁目1-1
中日新聞印刷が運営。
辻町南工場（TM）
愛知県名古屋市北区辻町2丁目1-3
中日高速オフセット印刷が運営。
大府工場（OB）
愛知県大府市共和町上入道16-1
中日新聞印刷が運営。
岐阜工場（GF）
岐阜県岐阜市六条大溝3丁目2-20
中日新聞印刷が運営。
浜松都田工場（HM）
静岡県浜松市浜名区新都田1-3-4
中日オフセット印刷が運営。
幸工場
石川県金沢市北安江3丁目10-30
埼京工場
埼玉県戸田市上戸田1丁目22−6

### 受託印刷工場
塩浜工場
アサガミグループのアサガミプレスセンターが運営。同工場では東京新聞・東京中日スポーツを受託印刷する他、読売新聞の受託印刷も行っている。
川崎工場
朝日新聞社系の朝日プリンテック川崎工場で2011年4月から東京新聞を受託印刷。
座間工場
朝日新聞座間工場（TOPPAN系のトッパンメディアプリンテック東京が運営）で2010年から東京新聞夕刊の印刷を開始。
越中島工場
毎日新聞社系の東日印刷本社工場。東京新聞を受託印刷。
白山工場
北國新聞社系のショセキ白山工場。北陸中日新聞（富山県向け）と中日スポーツ（富山・石川県向け）を受託印刷。

### 過去に存在した工場
瀬谷工場
東京新聞の神奈川県・静岡県向けを印刷していたが、2011年3月末で閉鎖。現在は朝日プリンテック川崎工場での受託印刷になっている。
金城工場
2020年に閉鎖。
豊田工場
2020年6月に閉鎖。
東濃工場
2022年11月に閉鎖。

### 印刷委託の主要新聞
- 朝日新聞（朝日新聞大阪本社発行の富山県・石川県向け紙面 - 2011年4月より幸工場にて委託印刷[注 4][注 5]）
- 毎日新聞・スポーツニッポン（毎日新聞中部本社発行の東海3県向け紙面、並びに毎日新聞東京本社発行の静岡県遠州（概ね浜松市・磐田市など、天竜川以西）向け夕刊 - 名古屋市の本部工場にて委託印刷）
- 聖教新聞・公明新聞（同上）
- 日本農業新聞（幸工場にて北陸向け発行分を委託印刷）
- 中京スポーツ（東京スポーツの東海3県向け夕刊紙。辻町北工場にて委託印刷）

## 出版事業
中日新聞社は、書籍・雑誌などの出版事業を名古屋本社と東京本社でそれぞれ別の部署で行っている。
名古屋本社
- 「中日新聞社出版部」（出版者記号8062）が行い、中日新聞・中日スポーツなどに連載されたエッセイ・ドキュメント・コラムなどの単行本の発行・販売や、中日新聞縮刷版（東海3県向けの本部版）、中日ドラゴンズの情報誌「月刊ドラゴンズ」、名古屋グランパスエイトの情報誌「月刊グラン」を発行している。

東京本社
- 「東京新聞出版・エンタテインメント事業部」（出版者記号8083）の名称で出版事業を行い、東京新聞・東京中日スポーツなどに連載された小説・エッセイなどの単行本を発行。過去には登山専門誌「岳人」を発行していたが、2014年9月号から発行元がアウトドア用品の製造・販売で知られる「モンベル」（本社：大阪府大阪市）のグループ会社「ネイチュアエンタープライズ」に移管された。

備考
- 名古屋、東京両本社が発行した出版物は、中日新聞・東京新聞・北陸中日新聞の販売店でも取り扱っている。中日新聞縮刷版は、関東地方では東京新聞販売店に申し込めば購入できる。ちなみに、東京新聞をはじめとする中日本部以外の各地方紙は縮刷版を発行していない。

## 放送局との結びつき
中日資本のテレビ局はフジテレビ系列（FNN・FNS）との結びつきが強い（*印のついている局）。
- 中日新聞 - CBCテレビ&CBCラジオ、東海テレビ放送（THK）*、東海ラジオ放送（SF） 、テレビ愛知（TVA）、ZIP-FM、三重テレビ放送（MTV）、三重エフエム放送、岐阜エフエム放送、テレビ静岡（SUT）* 、静岡エフエム放送、びわ湖放送（BBC） 、エフエム滋賀、長野放送（NBS）*
- 北陸中日新聞 - 石川テレビ放送（ITC）* 、エフエム石川、富山テレビ放送（BBT）*
- 日刊県民福井 - 福井テレビジョン放送（FTB、ただし毎日夕方放送のニュースは日刊県民福井ではなく『中日新聞ニュース』として放送している）*
- 東京新聞 - TOKYO MX、千葉テレビ放送（チバテレ・CTC）、テレビ埼玉（テレ玉・TVS）、テレビ神奈川（tvk）
  - 総務省 電波利用ホームページによると、2017年1月1日現在、エフエム北海道（AIR-G'）の株式17.0%を保有する筆頭株主となっている。
  - また、開局時の経緯から静岡朝日テレビ（SATV）の株式も11.5%保有している。テレビ朝日系列局の株式を中日が（大株主として）保有する唯一の例である。
  - コミュニティ放送でも、浜松エフエム放送、飛騨高山テレ・エフエム、エフエムたじみ、シティエフエムぎふ、かわさきFMにニュース配信している。かつては葛飾エフエム放送にも配信していた。

### 地元放送局及び関東独立局への影響力
ブロック紙としては、北海道新聞・西日本新聞同様に地元の複数の放送局の株主になっているが、特に中日の場合はそれが顕著で、東海三県の民放テレビ局全7局のうち4局の大株主（間接的な例を含む）となっている。そのため、2004年にマスメディア集中排除原則の上限を超えて放送局に出資していたとされる事例が多数報道されたことを契機として総務省が行った調査では、違反事例が数多くみられた。
- 中日は東海ラジオ株式の35.8%を保有しているため、同一エリア内にある中部日本放送（CBC、放送持株会社[注 6]）、ZIP-FM、三重エフエム放送、岐阜エフエム放送（いずれもFM局）の10%を超える株式保有が違反とされた。
  - CBCは元々中日新聞社がバックアップして開局した局であり、1951年に開局した日も中日新聞発足日の「9月1日」に拘ったとされる。その後、同局は中日出身者の代表者・小嶋源作が採った「新聞と放送は別個の物」とした方策から東海テレビほど中日色が強くないと言われてきた。しかし、同局の一部の個人株主等が実は名義のみで実態は中日が保有していたことが明らかになった。現在、CBCの中日の出資比率は9.85%と発表されている。
  - 三重エフエム放送、ZIP-FMについては、以前は中日がそれぞれ40%、30.58%の株式を保有していたが、現在は両社とも中日の出資比率は10.0%となっている。
  - 岐阜エフエム放送については、中日が23.29%、岐阜新聞が19.25%を保有、両社とも同一エリアに10%を超えて出資する中波ラジオ局がある（岐阜新聞は岐阜放送）ため10%を超える出資は違反であるが、2008年3月31日現在でも出資比率はそのままだった。その後経営破綻し、2014年に新旧分離で発足した「株式会社エフエム岐阜」は、TOKYO FM・JFNC・FM AICHIを中心とした経営となり、新聞社との直接的な出資関係がなくなった。
- 東海テレビは東海ラジオの子会社であった（これ自体は違反ではない）ため、中日によるテレビ愛知、三重テレビに対しては10%、石川テレビに対しては20%を超える出資も違反とされた（石川テレビについては隣接区域への出資比率規制緩和（1/5→1/3）により結果的に解消された）。なお、東海ラジオが東海テレビ株の一部を売却して同局への出資比率を下げ、現在は子会社ではなくなっている。
  - テレビ愛知は日本経済新聞社との合弁。最後発ながらこの資本関係が強みを生かし、中日ドラゴンズ主催試合の中継権を持っている（先発局のメ〜テレ・中京テレビは中日が出資していないため持つことができない。また、以前は中日資本であってもサービスエリアの問題などもあり、テレビ愛知での中継が出来なかった）。
  - また、東海テレビ自体も複数の放送局の大株主となっていた件が違反とされ、石川テレビ・富山テレビについては出資比率規制緩和により解消されたが、三重テレビについては中日ともども出資比率を10%以下に下げ、2007年5月1日現在、ナゴヤドームが32.79%（中日・東海テレビの超過分に相当）を保有する筆頭株主となっている。
- また、石川テレビ株式の23.45%を保有（現在は30.8%まで出資比率を引き上げている）していたため、同一エリアのエフエム石川に対する10%を超える出資も違反とされた。
- 東京都唯一の独立局であるTOKYO MXの第2位の主要株主である。また千葉県唯一の独立局である千葉テレビ放送(チバテレ)についても当初からの大株主である千葉日報社の保有分を超え、第2位の主要株主となっている。どちらの放送局に対しても東京新聞記者の記者レポートの放送を行ったり、各報道番組にコメンテーターとして記者を派遣している。

## その他
- 東海地方の系列放送局のロゴは、開局当初から変更されていないものが多く、その系列で一番古いロゴが非常に多い。TBS系列局のCBCテレビ（JNN）[注 7]、フジテレビ系列局の東海テレビ放送、テレビ東京系列局のテレビ愛知があり、全5系列の3系列が中日新聞社系列の放送局である。
- 一部の放送局とともに中日ハウジングセンター（住宅展示場）を東海地方の各地に展開している。
- 中日新聞社自体のCMは、ZIP-FM、岐阜エフエム放送（同社の冠番組が存在する）、テレビ愛知（1社提供の番組がある）、三重テレビ以外の放送局では放送されていないが、中日ハウジングセンターのCMは、東海テレビ・東海ラジオ・岐阜エフエム放送・三重テレビ・三重エフエム放送で放送されている。
  - なお中日新聞東京本社（東京新聞）のCMは、TBSテレビ･フジテレビ･テレビ東京・TBSラジオ･ニッポン放送・TOKYO MX・テレ玉・チバテレビ・tvkで放送されている。
  - 北陸中日新聞のCMは、石川テレビ放送･テレビ金沢・北陸朝日放送･富山テレビ放送･エフエム石川で放送されている。2005年頃までは北陸放送（テレビ・ラジオとも）でも放送されていたが、同局が一時絶縁状態だった北國新聞と復縁して以降は流れなくなった。
  - 日刊県民福井のCMは福井県内の民放テレビ・ラジオで放送されている。
  - CMキャラクターは2021年現在は存在しない（過去には又吉直樹（ピース）、高橋尚子、吉瀬美智子、米倉涼子、遼河はるひ（元宝塚歌劇団。愛知県出身）、杉咲花などを起用していた）。
  - 中日新聞の購読PR広告には2022年現在、中日ドラゴンズの球団マスコットキャラクター・ドアラを起用している。
  - 東京新聞は2020年から吉田戦車の漫画『伝染るんです。』の主要キャラクター「かわうそ君」が出演している。
  - 北陸中日新聞は2018年2月から石川県能美市出身の中日ドラゴンズ・京田陽太選手をCMに起用していた。
- 大相撲名古屋場所を日本相撲協会と共同で開催している。東京・大阪・福岡の5場所が相撲協会単独主催となっているのとは対照的である[注 8]。なお、いずれも中日新聞社の社長経験者である加藤巳一郎（1988年3月～1995年6月）、大島宏彦（1997年3月～2007年1月）、大島寅夫（2007年3月～2017年1月）、大島宇一郎（現・代表取締役社長）（2020年1月～）の4人が横綱審議委員会の委員を務めている。
  - 2020年は新型コロナウイルス感染拡大の影響ににより東京・両国国技館での開催となり、通称も正式名称と同じ「七月場所」となったが、通常通り中日新聞社（東京都は東京新聞の発行エリア）が共催で参加している。
- 2023年9月1日付朝刊より数字表記が漢数字からアラビア数字に変わった[14]。前日までは、中日新聞等のグループ内の一般紙の記事中の数字表記は一部を除いて、漢数字表記のままだった。これは特に2001年以降、これまで漢数字表記のままだった一般紙、経済紙のほとんどがアラビア文字表記に変更されていった中で、特異な例だった。なお、中日スポーツ、東京中日スポーツは他のスポーツ紙同様、早い時期からアラビア文字表記となっている。また、販売エリア内の三重県で発行されている伊勢新聞も自社編集の記事については漢数字表記となっている。
- 静岡県では地元紙の静岡新聞との競合関係になっている。
  - Jリーグ・清水エスパルスの旧運営会社だった株式会社エスラップ・コミュニケーションズ（テレビ静岡が中心）には中日新聞東海本社が出資していたが、経営が鈴与系の株式会社エスパルスに譲渡されて以降は中日との関係が薄れ、代わって静岡新聞と資本関係を結んでいる。なお、静岡新聞はジュビロ磐田の大株主でもある。
- 滋賀県では準ブロック紙の京都新聞と競合関係になっている。
  - 滋賀県では地元紙がないため（滋賀日日新聞が京都新聞に統合された後、一時期地元財界・個人の出資でみんなの滋賀新聞が刊行されたが、共同通信社や記者クラブへの加盟を拒否された上。購読者数の伸び悩みによりその後廃刊）京都新聞とシェアを取り合う状態である。主に大津・草津・甲賀・高島などの湖南・湖西エリアでは京都新聞が強いが、近江八幡・彦根・米原・長浜などの湖東・湖北エリアでは中日新聞のシェアも相当数存在している。
  - また、新聞だけでなく放送メディアでも競合状態である。滋賀県を中心とするびわ湖放送やエフエム滋賀では主に中日新聞のニュースを、滋賀県の大部分で視聴出来るKBS京都（KBS滋賀）では京都新聞のニュースを扱う。そのため、ニュースの内容によっては双方の新聞での見方が対立することがある。
- 2018年の日米野球は、毎日新聞社に代わって読売新聞社と共同で主催を行うことになった。
- 中日新聞社が運営する生涯学習の拠点として中日文化センターがある。1966年（昭和41年）中部日本ビルディングの開館とともに栄中日文化センターとして開設。2022年（令和4年）4月現在、12か所（栄・鳴海・南大高・一宮・犬山・高蔵寺・豊田・知立・ぎふ・大垣・津・金沢）が展開されている。

## 不祥事
- 名古屋国税局の税務調査を受け、取材費や会議費などとして申告していた費用について「交際費」と認定され、約2億8,600万円の申告漏れを指摘されたことが、2012年に判明している[15]。
- 2018年、中日新聞社の男性記者が知り合いの元暴力団組員の男に対し、愛知県警が報道機関に提供する発表文を撮影して複数回送っていたことが明らかになり、暴力団との関係が指摘された[16]。
- 2019年にも名古屋国税局の税務調査で約1億4,300万円の申告漏れを指摘されていたことが判明している[17]。
- 2022年4月17日-投開票の愛知県北名古屋市長選挙を取材していた同社の男性記者が、同市幹部の依頼により、選挙に出馬した元市議の男性が開いた出馬表明の記者会見を録音し、当該の市幹部に提供していたことが、同年3月24日に同社の社内調査で判明し、同社は「取材を報道目的以外で利用した不適切な行動である」として、この記者を処分する方針である[18]。
- 2025年4月21日 - 中日新聞東京本社の40代販売局社員が、横浜市中区で路上に駐車されていた乗用車に自転車をたたきつけたうえ、止めに入った20代男性の頭を腕で抱え込むなどの暴行を加えたとして、器物損壊と暴行の疑いで現行犯逮捕[19]。
- 2025年5月27日 - 中日新聞静岡総局の30代男性記者が、15日23時頃に静岡市駿河区の県道で酒を飲んだ状態で乗用車を運転し、反対車線にある電柱や街路樹などに衝突する事故を起こすが、記者は事故のあとそのまま帰宅。翌日、上司に事故について報告したが、その際、飲酒していた旨は報告せず、後になって、「うそをついているのが耐えられなくなった」として、警察に届け出た[20]。

## 著名な社員
- 草野武志（中日スポーツ総局）
長年競馬の本紙予想を担当、『KEIBA BEAT』東海テレビ版の解説者。
- 高橋尚子（マラソン選手）
本社客員。
- 望月衣塑子 (東京本社社会部記者)
- 財徳健治（元東京本社運動部記者・運動部長など。現・スポーツライター・サッカージャーナリスト）
- 佐渡充高（元東京本社・東京中日スポーツゴルフ記者。現・スポーツライター・ゴルフジャーナリスト。NHK BS1「PGAツアー」解説者）

## 出資する放送事業者
★印はニュース配信局、※印は[筆頭株主]。
また、記載の比率は総株式発行数に対する出資比率（2010年3月31日時点）を表す。
東海地方
- 【NRN】東海ラジオ放送（41.93%）★※
  - 【FNS】東海テレビ放送（5.38%+東海ラジオ49.75%）★
- 【認定放送持株会社】中部日本放送[注 6]（9.85%）★※
  - 【JNN】CBCテレビ（中部日本放送100.0%）
  - 【JRN・NRN】CBCラジオ（中部日本放送100.0%）
- 【TXN】テレビ愛知（10.0%）★
- 【独立局】三重テレビ放送（9.9%）★
- 【FNS】テレビ静岡（5.4%）★
- 【ANN】静岡朝日テレビ（11.5%）
- 【JFN】エフエム愛知
- 【JFL】ZIP-FM（10.0%）★※
- 【JFN】三重エフエム放送（10.0%）★
- 【JFN】静岡エフエム放送（3.1%）★
- 【独立局】岐阜放送（2.0%）

滋賀県
- 【独立局】びわ湖放送（8.7%）
- 【JFN】エフエム滋賀（3.6%）★

関東地方
- 【独立局】東京メトロポリタンテレビジョン（7.32%）
- 【独立局】テレビ神奈川（3.9%）
- 【独立局】テレビ埼玉（3.3%）
- 【独立局】千葉テレビ放送（10.6%）
- 【独立局】群馬テレビ
- 【独立局】とちぎテレビ
- 【JFL】J-WAVE（4.65%）
- 【JFN】エフエムナックファイブ（6.0%）
- 【JFN】ベイエフエム（4.0%）
- 【JFN】エフエム栃木（3.0%）

北信越地方
- 【FNS】福井テレビジョン放送（15.8%）★
- 【FNS】石川テレビ放送（19.9%）★
- 【ANN】北陸朝日放送（5.0%）
- 【NNS】テレビ金沢（3.0%）
- 【FNS】富山テレビ放送（19.9%）★
- 【JNN】チューリップテレビ（3.3%）
- 【FNS】長野放送※
- 【ANN】長野朝日放送（3.0%）
- 【JFN】福井エフエム放送（7.0%）★
- 【JFN】エフエム石川（10.0%）★※
- 【JFN】富山エフエム放送（4.62%）★
- 【JFN】長野エフエム放送（3.5%）

北海道
- 【TXN】テレビ北海道（3.3%）

## 中日グループ（系列企業）

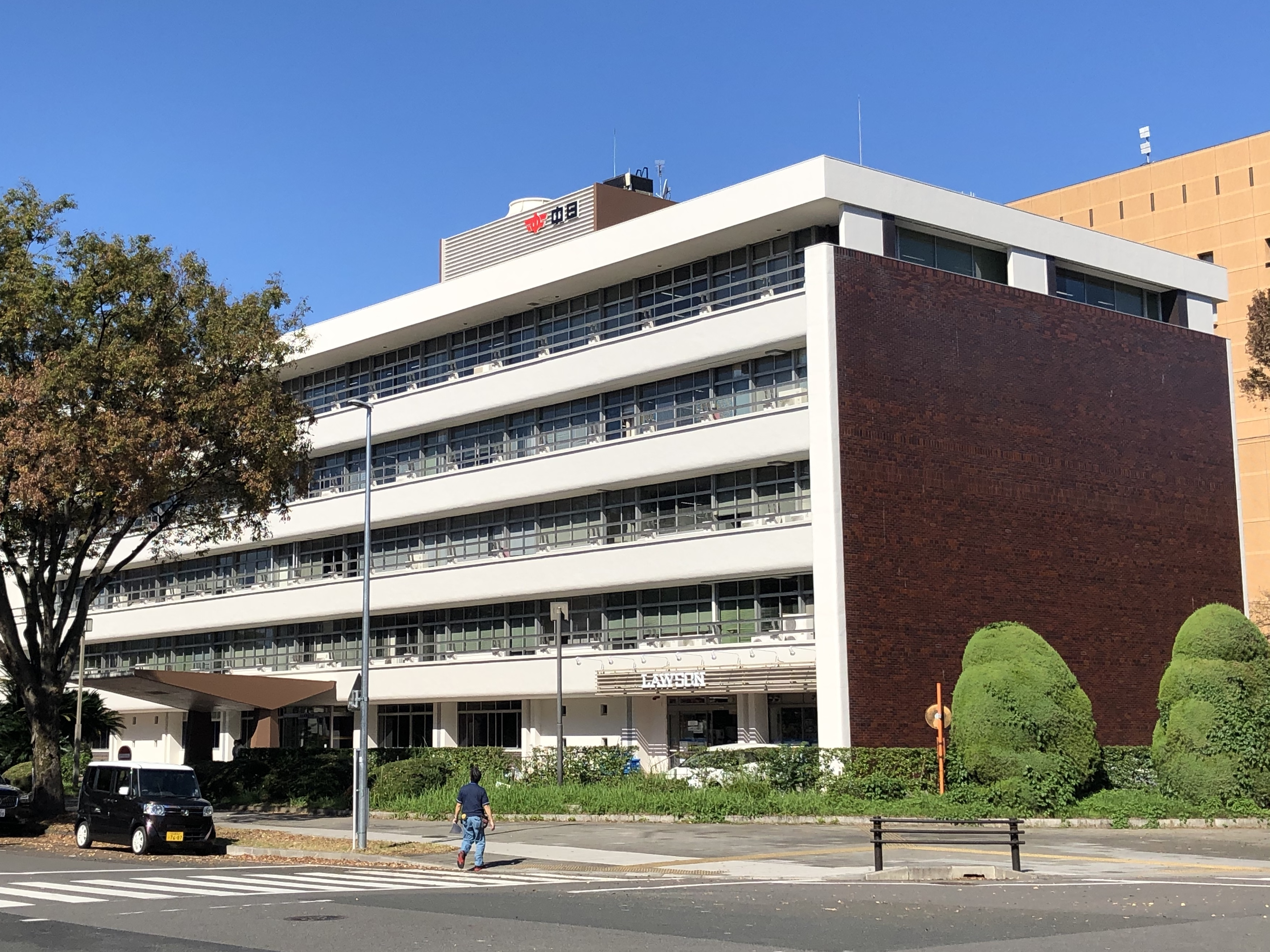
中日アド企画などの系列企業が入居する中日新聞社北館（名古屋市中区三の丸）

### 販売関係事業
- 中日新聞販売株式会社
- 株式会社スポットセール中部
- 株式会社東京中日企業
- 株式会社中日サービス（金沢）
- 株式会社中日新聞名古屋販売
- 株式会社中日販売サポート

### 折込関係事業
- 株式会社中日総合サービス
- 株式会社中日岐阜サービスセンター
- 株式会社中日三重サービスセンター
- 株式会社浜松中日サービスセンター
- 株式会社長野県中日サービスセンター
- 株式会社福井広報センター
- 株式会社滋賀中日サービス
- 株式会社多治見中日サービスセンター

### 制作関係事業
- 株式会社中日制作センター
- 中日高速オフセット印刷株式会社
- 中日高速オフセット印刷株式会社（浜松）
- 中日新聞印刷株式会社
- 愛知県郷土資料刊行会（愛知県）-新聞社元幹部中日出版社生田良雄が受継、死去後解散
- 埼京オフセット株式会社

### 放送事業
- 東海ラジオ放送株式会社
  - 東海テレビ放送株式会社[注 9]
- 中部日本放送株式会社
  - 株式会社CBCテレビ
  - 株式会社CBCラジオ
- 株式会社テレビ愛知
- 三重テレビ放送株式会社
- 石川テレビ放送株式会社
- 株式会社中日映画社

### 不動産・レジャー事業
- 株式会社中日ドラゴンズ
- 株式会社ナゴヤドーム（バンテリンドーム ナゴヤ）
- 中部日本ビルディング株式会社
- 中日本開発株式会社
  - 中日カントリークラブ
- 中日サービス株式会社
- 中日企業株式会社
- 株式会社名古屋スポーツセンター
- 株式会社ジブリパーク
- 株式会社ブギウギエンタテインメント

### 広告関連事業
- 株式会社中部日本広告社
- 株式会社中日アド企画
- 株式会社中日NEXT
- 株式会社中日ショッパー
- 株式会社中日広告社
- 株式会社福井中日広告
- 株式会社東京アドレップ
- 株式会社産通

### コーポレート・機能会社
- 株式会社中日新聞保険サービス
- 株式会社中日通信
- 株式会社東京新聞社（中日グループ入り後の実務は中日新聞東京本社が行っているため、商号保全のための休眠会社として存在）
- 株式会社日刊県民福井（中日グループ入り後は取材業務のみ担当し、中日新聞社福井支社が編集・発行・販売を担当）

このほかのグループ企業・関連団体などは、中日新聞社の公式サイト「グループ企業・関連団体」を参照。